# Sochinsogonia laeta
Sochinsogonia laeta är en insektsart som beskrevs av Young 1986. Sochinsogonia laeta ingår i släktet Sochinsogonia och familjen dvärgstritar. Inga underarter finns listade i Catalogue of Life.